# Fünftes Buch Sozialgesetzbuch
Im Fünften Buch Sozialgesetzbuch (SGB V) sind fast alle Bestimmungen zur gesetzlichen Krankenversicherung in Deutschland zusammengefasst. Es trat am 1. Januar 1989 in Kraft. Von 1912 bis 1988 war die gesetzliche Krankenversicherung (GKV) hauptsächlich im zweiten Buch der Reichsversicherungsordnung (RVO) geregelt.

## Aufgaben
Die im SGB V geregelte Krankenversicherung ist laut § 1 eine Solidargemeinschaft mit der Aufgabe, die Gesundheit der Versicherten zu erhalten, wiederherzustellen oder zu verbessern.
Im Jahr 2020 waren 73,3 Millionen Menschen und damit 88,1 % der deutschen Bevölkerung in der gesetzlichen Krankenversicherung versichert.

## Aufbau
Das SGB V ist aktuell in fünfzehn Kapitel unterteilt.
Die Kapitel heißen:
1. Allgemeine Vorschriften
2. Versicherter Personenkreis
3. Leistungen der Krankenversicherung
4. Beziehungen der Krankenkassen zu den Leistungserbringern
5. Sachverständigenrat zur Begutachtung der Entwicklung im Gesundheitswesen
6. Organisation der Krankenkassen
7. Verbände der Krankenkassen
8. Finanzierung
9. Medizinischer Dienst
10. Versicherungs- und Leistungsdaten, Datenschutz, Datentransparenz
11. Telematikinfrastruktur
12. Interoperabilitätsverzeichnis
13. Straf- und Bußgeldvorschriften
14. Überleitungsregelungen aus Anlass der Herstellung der Einheit Deutschlands
15. Weitere Übergangsvorschriften

## Geschichte
Die Krankenversicherung ist der älteste Teil der Sozialversicherung. Später folgten die gesetzliche Unfallversicherung (1884), die Invaliden- und Alterssicherung (1889), die Angestelltenversicherung (1911) und die Arbeitslosenversicherung (1927). Als letztes kam 1995 die Pflegeversicherung hinzu.
Ab 1912 wurde die Sozialversicherung in der Reichsversicherungsordnung (RVO) geregelt. Die RVO wurde seit 1976 schrittweise durch das Sozialgesetzbuch abgelöst. Ganz überwiegend finden sich die Regelungen zur gesetzlichen Krankenversicherung heute im seit 1989 geltenden SGB V. Seit 2012 regelt die RVO nur noch die Rechtsverhältnisse der Beamten und der Dienstordnungsangestellten bei Krankenkassen (§§ 349 bis 360 RVO).
Mehrere Reformen der gesetzlichen Krankenversicherung sind seitdem in Kraft getreten. In erster Linie waren diese von dem politischen Willen bestimmt, die Ausgaben im Gesundheitswesen zu begrenzen. Zuletzt wurde die Insolvenzfähigkeit der Krankenversicherungen eingeführt (GKV-OrgWV).
Die Sicherstellung der weiteren Finanzierung des Systems der gesetzlichen Krankenversicherung war durch das GKV-FinG bezweckt worden.